# Barhani Bazar
Barhani Bazar is een nagar panchayat (plaats) in het district Siddharthnagar van de Indiase staat Uttar Pradesh. De plaats is direct gelegen aan de internationale grens tussen India en Nepal. De bebouwing van Barhani Bazar ligt vast aan die van het Nepalese Krishnanagar. De lokale bevolking kan de grens passeren zonder papieren te moeten tonen.

## Demografie
Volgens de Indiase volkstelling van 2001 wonen er 11.824 mensen in Barhani Bazar, waarvan 53% mannelijk en 47% vrouwelijk is. De plaats heeft een alfabetiseringsgraad van 60%. 